# 极限竞速7
《极限竞速 7》是一款由Turn 10工作室开发，微软工作室发行的竞速游戏，平台为Xbox One和Microsoft Windows 。本作是《极限竞速》系列的第7部作品，于2017年10月3日发售。

## 概述
- 本次作為主系列第七代作品，收錄許多著名賽道及收錄超過700台豐富車款，亦有個人化的改裝系統。
- 重點打造新體驗的擬真動態天氣系統，即使絲綢細雨亦會整頓呈現予以感受氣候效果。

收錄的豐富車款之中，本作所收錄的跑車陣容有極限競速系列作品之今最多的法拉利、藍寶堅尼、保時捷這些一系列車款。同時對於玩家的各式車款的獨特喜好，亦收錄其他國際知名品牌包含三菱汽車、賓士、福特、BMW、馬自達、Nissan、愛快羅密歐、Infiniti等供玩家選擇。可是開發商於2016年失去豐田汽車授權，所以沒有任何豐田和凌志車型。
本作中收錄眾多知名賽道，包括Suzuka Circuit及Maple Valley兩個經典賽道得到完整重現。其中新增的Suzuka Circuit能感受到在陰雨天狀態下的130R彎道全速過彎。著名的Maple Valley有利玩家練習挑戰甩尾與速度極限，屬於體驗磨練技巧的最佳甩尾賽道。

### 改裝系統
除此之外，亦有推出車輛的個人化改裝系統，給玩家最具自由度的針對個人喜好的體驗。除了車身貼紙及殼面改造，甚至能讓玩家製作烤漆設計，自由調整車身外觀。更可運用來自系列前作《極限競速 地平線3》的輪胎，在改裝系統打造屬於個人創作的獨一無二車款。

### 天氣系統
本作的天氣系統方面，除了有陰雨天狀態賽道的系統設定，更有重點打造的動態天氣系統設定，令玩家在賽道上駕駛的不同圈數，都會呈現出各式不同的天氣狀態。能夠在起跑時體驗多種天氣狀態的賽道，可以隨著圈數或起跑狀況，或會發現賽道出現如漸進的起霧、突發的暴風雨、時常偶發的飄雨、狂亂的沙塵暴、變猛烈的日照等狀況，導致整個賽道的狀態有異，體會不一樣的駕駛節奏狀況。玩家能夠體驗真實且變化多端的天氣從又針對各類環境改變駕駛策略。

## 評價
本作普遍獲得媒體及玩家好評，在2017年內在遊戲評論家獎、TGA遊戲大獎、Gamescom等獲得最佳競速遊戲相關獎項。

### 獎項
| 年份 | 獎項                                                  | 提名項                                 | 結果 | 來源          |
| ---- | ----------------------------------------------------- | -------------------------------------- | ---- | ------------- |
| 2017 | 遊戲評論家獎                                          | 最佳競速遊戲                           | 獲獎 | [ 15 ]        |
| 2017 | Gamescom                                              | Xbox One主機最佳遊戲                   | 提名 | [ 16 ] [ 17 ] |
| 2017 | Gamescom                                              | 最佳競速遊戲                           | 獲獎 | [ 16 ] [ 17 ] |
| 2017 | 金搖桿獎                                              | Xbox One主機年度遊戲                   | 提名 | [ 18 ]        |
| 2017 | TGA遊戲大獎                                           | 最佳體育/競速遊戲                      | 獲獎 | [ 19 ]        |
| 2017 | Titanium Awards                                       | 最佳體育/競速遊戲                      | 獲獎 | [ 20 ]        |
| 2018 | D.I.C.E.                                              | 年度競速遊戲                           | 提名 | [ 21 ]        |
| 2018 | National Academy of Video Game Trade Reviewers Awards | 最佳競速遊戲                           | 獲獎 | [ 22 ] [ 23 ] |
| 2018 | National Academy of Video Game Trade Reviewers Awards | 最佳表演者(競速遊戲) (Josef Newgarden) | 獲獎 | [ 22 ] [ 23 ] |
| 2018 | National Academy of Video Game Trade Reviewers Awards | 最佳表演者(競速遊戲) (Ken Block)       | 提名 | [ 22 ] [ 23 ] |